# Escala de ansiedade infantil de Spence
A Escala de Ansiedade Infantil de Spence (EAIS) é um questionário psicológico desenvolvido para identificar sintomas de vários transtornos de ansiedade, especificamente fobia social, transtorno obsessivo-compulsivo, transtorno do pânico/agorafobia e outras formas de ansiedade, em crianças e adolescentes com idades entre os 8 e 15 . Desenvolvido por Susan H. Spence e disponível em vários idiomas, o teste de 45 perguntas pode ser respondido pela criança ou pelos pais. Como alternativa, uma forma abreviada do teste foi desenvolvida, com apenas 19 questões. Ele mostrou resultados igualmente válidos ao reduzir o stress e a carga de resposta em participantes mais jovens. Há também outra versão de 34 perguntas do teste especializado para crianças na pré-escola com idades entre os 2,5 e 6,5. Qualquer formato do teste demora aproximadamente 5 a 10 minutos para concluir. Estudos recentes comprovam a boa confiabilidade e validade do questionário.

## Divisão, pontuação e interpretação das questões
Cada pergunta do teste aborda a frequência de certos sintomas de ansiedade, medidos em uma escala de 0-3, em que os números representam respetivamente, "nunca", "às vezes", "frequentemente" e "sempre".

### Divisão do domínio
Uma pontuação máxima de 114 é possível no EAIS relatado pela criança e pelos pais, e há seis subescalas calculadas dentro da pontuação final. As seguintes 38 questões correspondem aos seguintes distúrbios:
- Ansiedade de separação : 5, 8, 12, 15, 16, 44
- Fobia social : 6, 7, 9, 10, 29, 35
- Transtorno obsessivo-compulsivo : 14, 19, 27, 40, 41, 42
- Transtorno de pânico/agorafobia : 13, 21, 28, 30, 32, 34, 36, 37, 39
- Medo de lesões corporais : 2, 18, 23, 25, 33
- Ansiedade generalizada : 1, 3, 4, 20, 22, 24

As questões 11, 17, 26, 31, 38, 39 e 43 são questões de preenchimento que não levam em consideração a pontuação final ou da subescala.
Embora a EAIS relatada pelos pais e a pré-escola tenham as mesmas subescalas que a EAIS relatada pela criança, diferentes questões correspondem a diferentes subescalas. Para a EAIS relatada pelo pai ou mãe:
- Ansiedade de separação : 5, 8, 11, 14, 15, 38
- Fobia social : 6, 7, 9, 10, 26, 31
- Transtorno obsessivo-compulsivo : 13, 17, 24, 35, 36, 37
- Transtorno de pânico/agorafobia : 12, 19, 25, 27, 28, 30, 32, 33, 34
- Medo de lesões corporais : 2, 16, 21, 23, 29
- Ansiedade generalizada : 1, 3, 4, 18, 20, 22

A EAIS relatada pela pré-escola tem uma pontuação máxima de 112, com os seguintes itens:
- Ansiedade de separação : 6, 12, 16, 22, 25
- Ansiedade social : 2, 5, 11, 15, 19, 23
- Transtorno obsessivo-compulsivo : 3, 9, 18, 21, 27
- Medo de lesões corporais : 7, 10, 13, 17, 20, 24, 26
- Ansiedade generalizada : 1, 4, 8, 14, 28

A questão 29 não é considerada nas pontuações finais ou na subescala.

### Interpretação das pontuações da subescala
A pontuação total no EAIS é interpretada de maneiras diferentes, dependendo da idade e do sexo da criança. No EAIS relatado por crianças, uma pontuação total de 50 +/- 10 é considerada normal entre crianças com 8 a 11 anos. Uma pontuação de 60 ou mais é indicativo de níveis subclínicos ou elevados de ansiedade. Acontecendo isso, uma investigação mais aprofundada e confirmação de um possível diagnóstico por meio de uma consulta com um profissional na área da saúde mental para crianças é justificada.